# Marie Desmares
Marie Desmares, también conocida como la Champmeslé (Ruan (Francia), 18 de febrero de 1642-Auteuil (Francia), 15 de mayo de 1698) fue una actriz francesa, especializada en obras trágicas. Interpretó obras de Racine entre otras.
Hija de un cobrador de impuestos del territorio de Normandía, Marie Desmares eligió consagrar su vida al teatro, siendo, junto a la Du Parc una de las más prestigiosas actrices de tragedia de la época. Enviudó joven, volviendo a casarse con el también actor Charles Chevillet, conocido en el mundo de la escena con el nombre de "Monsieur de Champmeslé". Por aquella época la Iglesia seguía negando el derecho a un entierro cristiano a los actores, por lo que ella toma su apellido de la escena (en Francia, la mujer casada adopta el apellido de su esposo) por lo que se hace llamar "la Champmeslé".
Actualmente se desconocen las estrictas reglas que en época de la Champmeslé regían el complejo arte de la declamación teatral pero su especialidad habilidad a la hora de declamar y su encantadora dicción, suave y musical la convirtieron rápidamente en una celebridad. En 1668, ella y su marido ingresan en la compañía de actores del rey, que actuaba en el Teatro del Marais. En 1670 la pareja pasa a formar parte del Hôtel de Bourgogne donde ella interpretará todos los papeles de heroínas de las tragedias escritas por Racine que admira especialmente su voz por su capacidad apra envolver a los espectadores. Así, interpreta el papel principal femenino en Bérénice (1670), Iphigénie (1674), Phèdre (1677) y Monime en Mithridate (1673)
Cuando el autor teatral en el que ella se ha convertido en una experta tras su interpretación en Andrómaco (1670) la abandonda, ingresa en el Teatro del Marais de Molière, antecedente de la Comedia Francesa, y donde ella actuaría hasta su muerte. La Fontaine le dedicó el poema «Belphégor» publicado como epílogo de su recopilación de fábulas y Boileau la inmortaliza con estos versos:
Jamais Iphigénie en Aulide immolée,
Ne coûta tant de pleurs à la Grèce assemblée
Que, dans l'heureux spectacle à mes yeux étalé,
En a fait sous son nom verser la Champmeslé.
Nunca Iphigénia inmolada en Aulide,
Costó tantas lágrimas a toda Grecia congregada
que, en el feliz espectáculo desplegado ante mis ojos,
Ha hecho verter sobre su nombre la Champmeslé.
- Datos: Q2620439
- Multimedia: Marie Champmeslé / Q2620439